# Азаполье
Азаполье — деревня в Мезенском районе Архангельской области. Входит в Целегорское сельское поселение.
Расположена на левом берегу Мезени в устье протоки Рочуга, в 4,5 км к югу от деревни Целегора, в 75 км к юго-востоку от города Мезень и в 235 км к восток-северо-востоку от Архангельска. Автомобильных дорог нет.
| 2002 | 2010 | 2012 |
| ---- | ---- | ---- |
| 203  | ↘124 | ↘112 |

## История
Известна с 1560 года. Образовалась к 1710 году из куста деревень — Ортюшинской, Кузнецовой (Трушевской), Михайловской и Родионовской (Симоновской). К 1710 году деревня состояла из 62 дворов, в которых проживало 313 человек. В декабре 1723 года деревня пережила страшную трагедию — в огне самосожжением погибло более ста человек разного возраста.
Основными занятиями населения документы называют скотоводство, рыбные и морские промыслы, охоту на боровую дичь. Морской тюлений промысел просуществовал до начала XX века.
Азаполье с древних времен было центром прихода. Уже в начале XVII века здесь было две церкви — тёплая пророку Илии и холодная — чудотворцу Николаю.
По всей Мезени нигде не было такого количества мельниц, как в Азаполье. В 1930 году здесь был образован колхоз «Новая жизнь». В 1969 году азапольский колхоз стал центральным отделением вновь созданного укрупненного совхоза «Мирный».